# 米尔纳
米尔纳是斯洛文尼亞中部米爾納市鎮的城鎮及行政中心。面積3.9平方公里，2002年人口1371。人口密度約347人/km2。

## 外部連結
- 米尔纳市镇官方网站 （页面存档备份，存于） （斯洛文尼亚文）